# Ноа Џуп
Ноа Џуп (енгл. Noah Jupe; 2004/2005) британски је глумац. Познат је по улози у серији Ноћни менаџер (2016), филмској комедији Предграђе (2017), филмској драми Чудо (2017), хорор филму Тихо место (2018) и његовом наставку Тихо место 2 (2020), спортској драми Ле Ман ’66: Славна 24 сата (2018), филмској драми Медени (2019) за коју је номинован за награду Спирит за најбољег глумца у споредној улози, те серији Слом (2020).

## Детињство и младост
Син је филмаџије Криса Џупа и глумице Кејти Кавана. Има млађу сестри и млађег брата.

## Филмографија

### Филм
| Година | Српски наслов              | Изворни наслов | Улога              | Напомене    |
| ------ | -------------------------- | -------------- | ------------------ | ----------- |
| 2017.  | Човек са гвозденим срцем   |                | Ата Моравек        |             |
| 2017.  |                            | Роналдо        |                    |             |
| 2017.  | Предграђе                  |                | Ники Лоџ           |             |
| 2017.  | Чудо                       |                | Џек Вил            |             |
| 2017.  |                            |                | Клајв Банинг       | кратки филм |
| 2018.  | Холмс и Вотсон             |                | Докси              |             |
| 2018.  | Тихо место                 |                | Маркус Абот        |             |
| 2018.  | Титан                      |                | Лукас Јансен       |             |
| 2019.  | Ле Ман ’66: Славна 24 сата |                | Питер Мајлс        |             |
| 2019.  | Медени                     |                | млади Отис Лорт    |             |
| 2020.  | Тихо место 2               |                | Маркус Абот        |             |
| 2021.  | Без наглих покрета         |                | Метју Верц         |             |
| 2022.  |                            |                | млади Дони Емерсон |             |

### Телевизија
| Година | Српски наслов      | Изворни наслов | Улога              | Напомене                    |
| ------ | ------------------ | -------------- | ------------------ | --------------------------- |
| 2015.  | Даунтонска опатија |                | дете               | 1. епизода                  |
| 2015.  | Пени Дредфул       |                | Чарлс Чандлер      | 1. епизода                  |
| 2015.  |                    |                | Вилијам            | ТВ филм                     |
| 2016.  |                    |                | Кингсли Конан Дојл | споредна улога              |
| 2016.  |                    |                | тигар              | ТВ филм                     |
| 2016.  | Ноћни менаџер      |                | Данијел Ропер      | мини-серија; споредна улога |
| 2020.  | Слом               |                | Хенри Фрејзер      | мини-серија; главна улога   |

### Музички спотови
| Година | Наслов | Извођач    | Реф.  |
| ------ | ------ | ---------- | ----- |
| 2019.  | „”     | Ијан Браун | [ 4 ] |